# Anna Fernstädt
Anna Fernstädt soms ook gespeld als Anna Fernstädtová en Anna Fernstaedt (Praag, 23 november 1996) is een Duits/Tsjechisch skeletonster.

## Carrière
Fernstädt behaalde driemaal de wereldtitel bij de junioren (2018, 2019 en 2020) en neemt al sinds 2016/17 deel aan de wereldbeker. Ze miste enkel seizoen 2018/19 doordat ze voor Tsjechië ging uitkomen. Ze nam in 2018 deel aan de Olympische Winterspelen waar ze een zesde plaats behaalde. Daarnaast behaalde ze ook al twee keer een 4de plaats op het wereldkampioenschap. In de wereldbeker wist ze al drie keer top tien te eindigen.

## Resultaten

### Olympische Spelen
| Jaar | Plaats      | Resultaat |
| ---- | ----------- | --------- |
| 2018 | Pyeongchang | 6e        |
| 2022 | Peking      | 7e        |

### Wereldkampioenschappen
| Jaar | Plaats       | Resultaat                         |
| ---- | ------------ | --------------------------------- |
| 2017 | Königssee    | 4e Individueel · Landencompetitie |
| 2019 | Whistler     | 4e Individueel                    |
| 2020 | Altenberg    | 7e Individueel                    |
| 2021 | Altenberg    | 10e Individueel                   |
| 2023 | Sankt Moritz | 17e Individueel 16e Gemengd team  |

### Wereldbeker
Eindklasseringen
| Seizoen   | Rang |
| --------- | ---- |
| 2016/2017 | 8e   |
| 2017/2018 | 10e  |
| 2018/2019 | -    |
| 2019/2020 | 9e   |
| 2020/2021 | 5e   |
| 2021/2022 | 16e  |
| 2022/2023 | 7e   |